# Kế hoạch phát triển bản thân
Kế hoạch phát triển bản thân là một bản kế hoạch hành động dựa trên sự nhận thức, trải nghiệm, sự đánh giá, mục tiêu và phương hướng cho sự phát triển bản thân xét trong lĩnh vực nghề nghiệp, giáo dục, mối quan hệ hoặc việc tự hoàn thiện.
Kế hoạch phát triển bản thân dịch gọi là PDP viết tắt của cụm từ "personal development plan", trong tiếng Anh còn được gọi là IDP (individual development plan) hay PEP (personal enterprise plan). PDP của một người thường có thêm hai phần, phần mô tả của ai đó về nguyện vọng, sở trường, khả năng, quá trình giáo dục và thực tập; và phần lộ trình (các bước) thực hiện kế hoạch. Bản kế hoạch phát triển bản thân cũng có thể bao gồm trật tự ưu tiên về nghề nghiệp và sở thích, các vị trí mong muốn, các phân tích về cơ hội và nguy cơ, có thể gồm cả kế hoạch dự phòng (Plan B) và một bản hồ sơ quá trình việc làm.
Trong giáo dục tiến bộ, PDP kèm theo một bản hồ sơ năng lực tổng hợp các kết quả chứng minh khả năng qua quá trình làm việc quá khứ. Theo quan điểm trong giáo dục đào tạo, bản hồ sơ năng lực sẽ hỗ trợ cho việc hình thành những người tự định hướng nhu cầu học tập, những người có xu hướng bước lên cấp độ cao hơn. Bản hồ sơ năng lực làm việc cá nhân (portfolio) cũng được sử dụng trong quản lý nguồn nhân lực.
Những thực tập viên hay nhân viên mới trong một công ty thường được yêu cầu hoàn thành PDP.
Năm năm là khoảng thời gian thường được chọn để một người tổ chức mục đính bản thân và đánh giá thành tựu đạt được.